# Пань Тяньшоу
Пань Тяньшо́у (кит. упр. 潘天寿, пиньинь Pān Tiānshòu, 14 марта 1897 — 5 сентября 1971) — китайский художник и искусствовед КНР.

## Биография
Родился в 1897 году в Нинхае (провинция Чжэцзян). В 1903 году поступил в сельскую школу. В 1910 году в учебную школу. В 1916 году к Чжэцзянскую среднюю школу в Ханчжоу. С 1919 года принимал участие в культурном движении «Четвертого мая». В 1920 году вернулся в родной город. С 1922 года преподавал искусство в школе уезда Сяофэн. В 1923 году переехал в Шанхай, где преподавал в школе для девушек. В 1928 году перебирается в Ханчжоу, где преподавал в Национальной академии искусств. В 1932 году создал «Белое общество» для развития и реформировании китайской живописи в духе произведений «Восьми чудаков». С началом войны с Японией в 1938 году переезжает в г. Чунцин. Вернулся в Ханчжоу в 1946 году. После того, как Китайская академии искусств взяла курс на социалистический реализм, его творчество вступило в конфликт с официальной линией. В 1962 году состоялась персональная выставка в Китайском музее искусств в Пекине. С 1965 во время Культурной революции подвергся преследованиям, в 1969 году отправили на работы на фабрику в Нинхае. Умер в 1971 году.

## Творчество
Пань Тяньшоу работал в жанре «цветы и птицы», пейзажи. На него повлияло творчество У Чаншо. Также опирался на творчество мастеров школы Чжэ и У. Работы Пань Тяньшоу довольно энергичные, эмоциональные. В них заметно стремление сохранить традиции китайской живописи и одновременно наполнить его современным содержанием с учетом западных художественных тенденций. Самыми известными являются картины: «Мокрые цветы от росы осенью», «Пустынный ворон в разреженном лесу», «Одинокий звон среди гор ночью», «Ясный Месяц над глициниями», «Одинокая ворона на старом дереве», «Лысый монах», «После дождя», «Цветы на горе Яньдан», «В горах после дождя».
Ему также принадлежит ряд исторических работ по живописи, в частности «История китайской живописи» (1936 год), «Гу Кайчжи» (о жизни и творчестве известного мастера).